# Аружа
Аружа (порт. Arujá)  —  муниципалитет в Бразилии, входит в штат Сан-Паулу. Составная часть мезорегиона Агломерация Сан-Паулу. Находится в составе крупной городской агломерации Агломерация Сан-Паулу. Входит в экономико-статистический  микрорегион Гуарульюс. Население составляет 75 122 человека на 2006 год. Занимает площадь 97,448 км². Плотность населения — 768,9 чел./км².

## История
Город основан 8 июня 1959 года.

## Статистика
- Валовой внутренний продукт на 2003 составляет 666.509.512,00 реалов (данные: Бразильский институт географии и статистики).
- Валовой внутренний продукт на душу населения на 2003 составляет 9.828,49 реалов (данные: Бразильский институт географии и статистики).
- Индекс развития человеческого потенциала на 2000 составляет 0,788  (данные: Программа развития ООН).

## География
Климат местности: субтропический. В соответствии с классификацией Кёппена, климат относится к категории Cfb.